# Systematyczna współpraca
Systematyczna współpraca – jeden z instrumentów, za pomocą których Unia Europejska prowadzi wspólną politykę zagraniczną i bezpieczeństwa.
Traktat z Maastricht wymienił ją jako jeden z instrumentów działania Unii, zaś traktat amsterdamski określił ją jako umacnianie systematycznej współpracy. Instrument ten, w przeciwieństwie do pozostałych, nie przybiera żadnej konkretnej formy, dlatego bywa różnie rozumiany. Niektórzy uważają, iż chodzi tu o ogólne sposoby osiągania celów Unii, inni widzą w nim bliski związek z wypracowywaniem wspólnych stanowisk. W kwestii praktycznego umacniania współpracy Traktat o Unii Europejskiej zawiera zapisy nakazujące państwom członkowskim popieranie aktywnie bez zastrzeżeń polityki zewnętrznej i bezpieczeństwa w duchu lojalności i wzajemnej solidarności. Są one zobowiązane także do działania na rzecz umacniania współpracy i powstrzymywania się od działań, które byłyby sprzeczne z interesami Unii lub mogłyby zaszkodzić jej skuteczności jako spójnej siły w stosunkach międzynarodowych. Muszą się one także wzajemnie informować na forum Rady UE i uzgadniać tam kwestie polityki zagranicznej i bezpieczeństwa, by przez zgodne działania zapewnić jak największy wpływ Unii na bieżące wydarzenia. Systematyczne współpraca znajduje swoje faktyczne odzwierciedlenie w pozostałych instrumentach WPZiB, przy których wykorzystywaniu jest ona podejmowana.